# Liste der Monuments historiques in Rouvres (Seine-et-Marne)
Die Liste der Monuments historiques in Rouvres (Seine-et-Marne) führt die Monuments historiques in der französischen Gemeinde Rouvres auf.

## Liste der Objekte
| Bezeichnung                            | Beschreibung           | Standort                | Kennzeichnung | Schutzstatus | Datum | Bild |
| -------------------------------------- | ---------------------- | ----------------------- | ------------- | ------------ | ----- | ---- |
| Grabplatte eines Mannes und einer Frau | Stein, 14. Jahrhundert | in der Kirche St-Pierre | PM77001498    | Classé       | 1971  |      |